# カネー砲

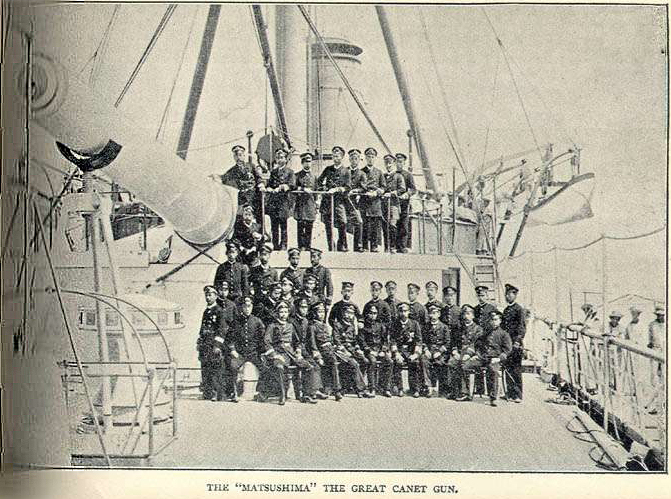
防護巡洋艦松島の32 cmカネー砲

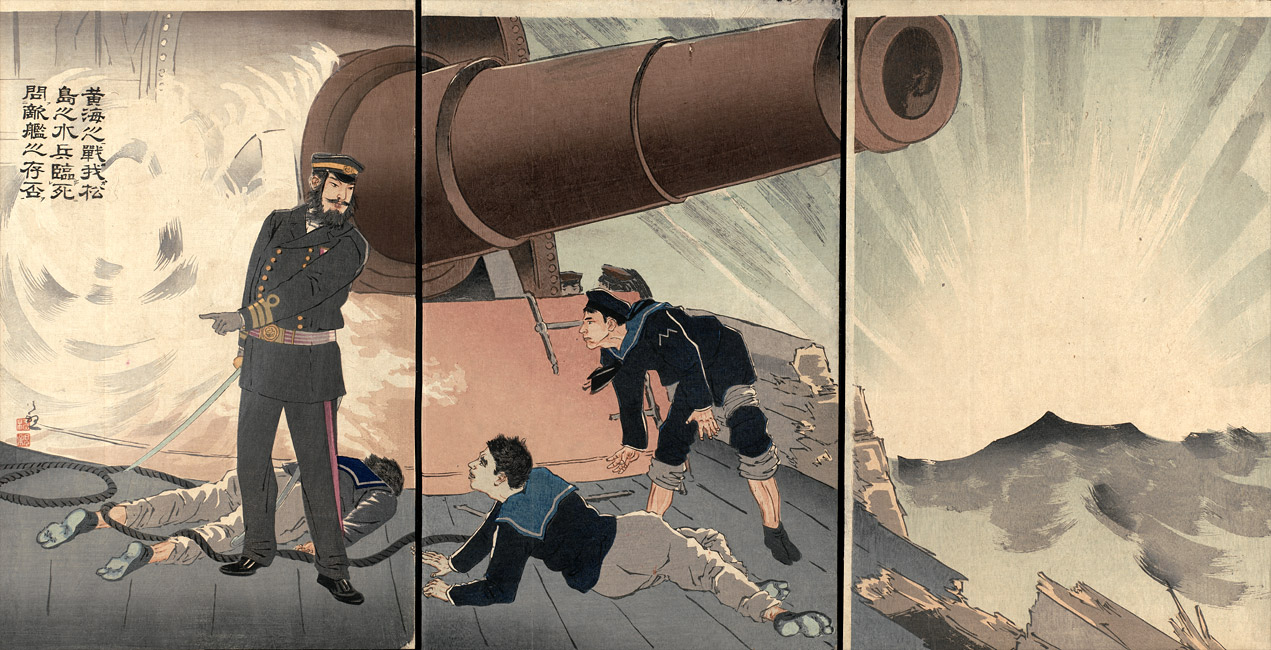
松島のカネー砲。小林清親画、1894年

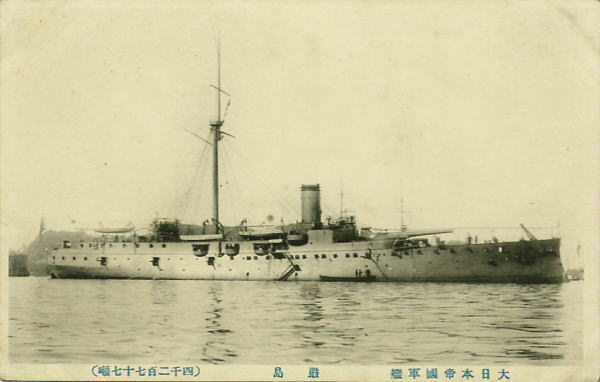
厳島の前部甲板に据え付けられた32 cmカネー砲

カネー砲（仏語：canon Canet、英語：Canet guns）は、フランス人でル＝クルーゾにあるシュナイダーエレクトリックの技術者ギュスターヴ・カネー（Gustave Canet、1846年-1913年）が開発した一連の兵器システムである。

## 32 cm艦載砲
カネーは32 cm艦載砲を主として輸出マーケット向けに開発したが、当時のものとしては非常に強力であった。砲は最初1884年にスペイン海軍に、6隻の戦艦を含む大規模な海軍増強計画の一端として選択された。スペインの軍需企業であるホノトリア（Hontoria）がライセンス生産を行うこととなったが、予算の都合からペラヨの1隻のみが建艦された。
カネーの大日本帝国への売り込みは、さらに成功を収めた。お雇い外国人で艦船設計技師であった、ルイ＝エミール・ベルタンが1887年に設計した松島型防護巡洋艦の主砲として採用されたのである。これは、圧倒的な火力（強力な艦載砲、魚雷）を比較的小型の艦に実装するという青年学派に合致するものであった。この思想は、当時前弩級戦艦を購入する予算を持たなかった帝国海軍の興味を強く引いたのである。32 cm主砲は松島、厳島、橋立の3隻に採用された。
| 項目        | ペラヨ             | 松島型                                            |
| ----------- | ------------------ | ------------------------------------------------- |
| 口径/口径長 | 32 cm/35口径       | 32 cm/38口径                                      |
| 砲身重量    | 48.2トン           | 67トン                                            |
| 砲身全長    | 12.78 m            | 12.78 m                                           |
| 砲腔長      | 12 m               | 12 m                                              |
| 発射速度    | 1発/5分            | 1発/5分                                           |
| 砲弾長      | 不明               | 112 cm（徹甲弾）                                  |
| 砲弾重量    | 400 kg（徹甲弾）   | 449 kg（徹甲弾） 350 kg（通常弾）                 |
| 炸薬量      | 不明               | 10.17 kg（徹甲弾）                                |
| 装薬量      | 220 kg（褐色火薬） | 280 kg（徹甲弾、褐色火薬） 220 kg（通常弾、同上） |
| 初速        | 620 m/s            | 703 m/s（徹甲弾） 610 m/s（通常弾）               |
| 最大射程    | 不明               | 12,000 m                                          |
| 有効射程    | 不明               | 8,000 m                                           |

日清戦争での実戦経験においては、発射速度の遅さと数多くのメカニカル・トラブルのためわずかに成功と言える程度であった。砲が艦に比べて重すぎて傾いてしまうため、舷側方向への射撃は困難であった。また、仕様では5分に1発の発射が可能となっているが、再装填の手間のため、実戦においては1時間に1発の発射がせいぜいであった。

## その他の大砲

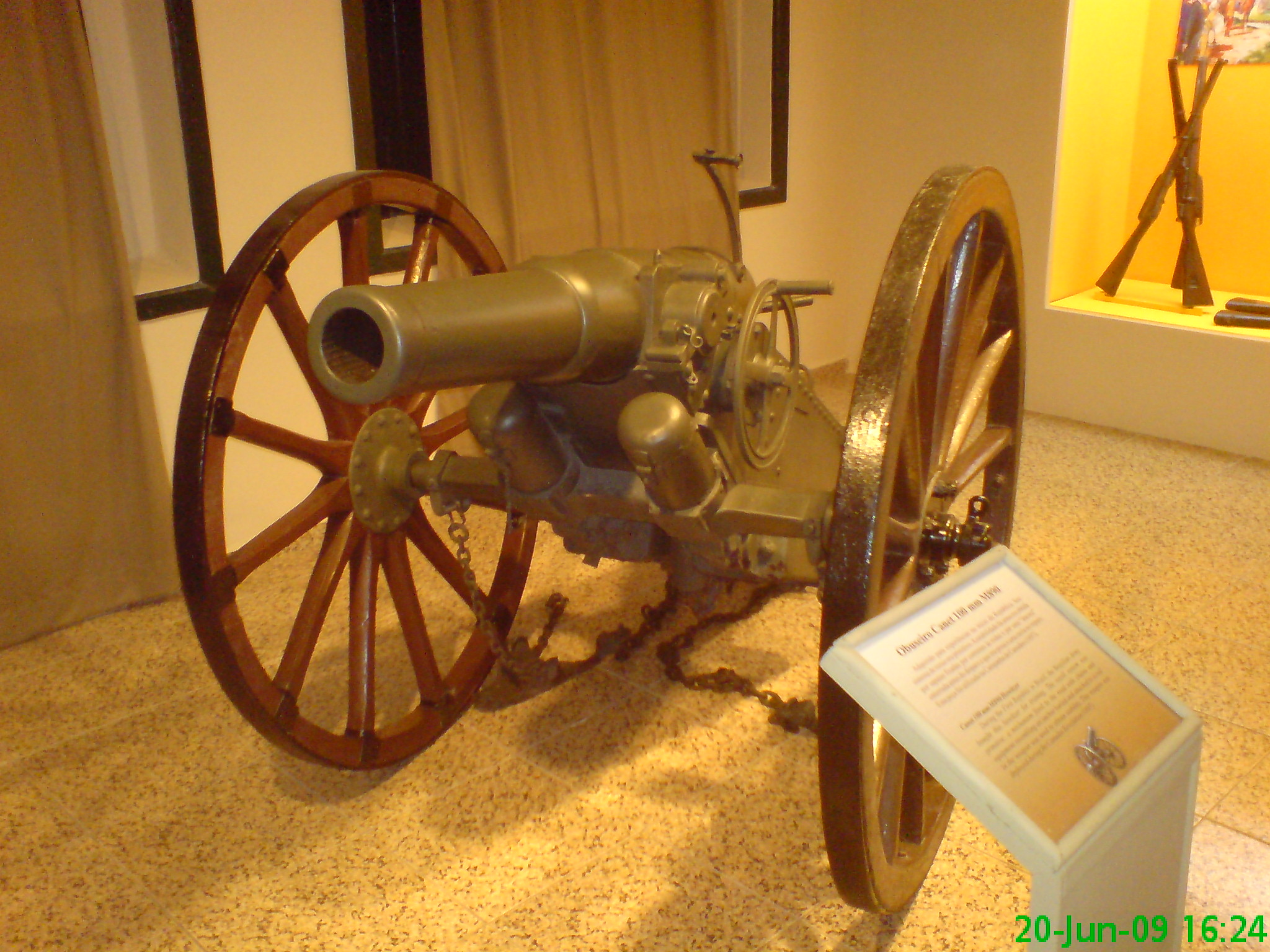
現存するカネーM890（100 mm）。ブラジル陸軍で1897年にカヌードス（Canudos）の鎮圧のために使われたもの

カネーはまた、シュナイダー・カネー75 mm後装山砲、120 mm及び152 mm速射砲を開発したことで知られている。

## 参考資料
- Brooke, Peter (1999). Warships for Export: Armstrong Warships 1867-1927. Gravesend: World Ship Society. ISBN 0905617894
- Roksund, Arne (2007). The Jeune École: The Strategy of the Weak. Leiden: Brill. ISBN 90-04-15723-9